# 萨姆·马特凯恩
萨姆·马特凯恩（英語：Sam Matekane，1958年3月15日—），莱索托商人、政治人物，于2022年莱索托大选期间当选莱索托首相。

## 生平
萨姆出身于农民家庭，早年以饲养驴子为生，其后涉猎各种行业，包括经营采矿场。1986年成立马特凯恩集团公司（Matekane Group of Companies），初期业务为买下政府报废的公务车进行修复，之后再转卖出去。公司其后稳步发展，将业务扩展到采矿、航空、房地产领域。
2022年3月22日，马特凯恩成立政党繁荣革命。该党在同年10月的大选中夺得多数席位，成为议会第一大党，马特凯恩因而当选首相。选举结束后，马特凯恩宣布和民主联盟和经济变革组成执政联盟。